# Сан-Каетану-ду-Сул
Сан-Каетану-ду-Сул (порт. São Caetano do Sul або São Caetano) — місто і муніципалітет бразильського штату Сан-Паулу, частина Регіону ABC в межах міської агломерації Великий Сан-Паулу. Населення становить 144 тис. чоловік (2007 рік, IBGE), муніципалітет займає площу 15,4 км². Щільність населення - 9.430,8 чол./км².

## Історія
Місто засноване 28 липня 1877 року.

## Персоналії
- Вацик Михайло Якимович (1898—1967) — український військовик та художник.

| Бразилія | Це незавершена стаття з географії Бразилії. Ви можете допомогти проєкту, виправивши або дописавши її. |